# Surreal (Ayumi Hamasaki)
Surreal è un brano musicale della cantante giapponese Ayumi Hamasaki, pubblicato come suo diciassettesimo singolo il 27 settembre 2000. Il brano è il quarto estratto dall'album Duty ed è arrivato alla prima posizione della classifica Oricon dei singoli più venduti in Giappone vendendo un totale di 417 210 copie.

## Tracce
CD Maxi AVCD-30175
Testi e musiche di Ayumi Hamasaki e Kazuhito Kikuchi.
1. SURREAL
2. Duty (Eric Kupper Big Room mix -radio edit-)
3. Seasons (Bump & Flex radio edit)
4. Duty (Under Lounge club mix)
5. Duty (Nicely Nice remix)
6. Duty (Steppin' dub mix)
7. Duty (Sky Modulation mix)
8. Duty (Dub's Mellowtech 002 remix)
9. Duty (Genius Beat mix)
10. Surreal (instrumental)

## Classifiche
| Classifica (2000)           | Posizione più alta |
| --------------------------- | ------------------ |
| Oricon Weekly Singles Chart | 1                  |